# 장순손
장순손(張順孫, 1453년 ~ 1534년 9월 11일)은 조선의 문신으로, 자는 자활(自活) 또는 사호(士浩), 본관은 인동(仁同), 시호는 문숙(文肅)이다.

## 생애
1485년(성종 16) 별시 문과에 3등으로 급제하여 정언, 홍문관 응교를 지냈다. 승정원의 동부승지, 우부승지, 좌승지를 거쳐 도승지, 홍문관부제학 등을 역임하고 이어서 전라도관찰사가 되고 이어 대사간과 대사헌, 한성부우윤, 한성부좌윤을 거쳐 이조참판, 예조참판, 병조참판이 되고 형조판서, 호조판서, 예조판서, 병조판서로 있으면서 조광조를 탄핵하였다가 파직되고 기묘사화 이후에 다시 이조판서, 공조판서, 한성부판윤, 판의금부사를 거쳐 우참찬, 좌참찬, 우찬성, 좌찬성, 우의정, 좌의정 등을 거쳐 1533년 영의정에 올랐다가 이듬해 죽었다. 김안로의 최측근으로 충실하게 일했다.

## 가족 관계
- 할아버지 : 장경원(張敬源)
  - 아버지 : 장중지(張重智)
  - 어머니 : 고승안의 딸
    - 아들 : 장명원(張明遠)
      - 손자 : 장경량(張景良)
      - 손자 : 장경안(張景安)

## 미디어에서
- 여인천하 - 전운